# Ogoa neavei
Ogoa neavei är en fjärilsart som beskrevs av Rothschild 1916. Ogoa neavei ingår i släktet Ogoa och familjen tofsspinnare. Inga underarter finns listade i Catalogue of Life.